# Забележителности в Бургас
От средата на XIX век Бургас се отличава с икономически и духовен просперитет и е сред най-бързо развиващите се градове в България. Днес той е четвърти по население и втори по площ български град.

## Обща характеристика
264 сгради от различни европейските архитектурни стилове и български традиции са обявени за паметници на културата. По-голяма част от паметниците на културата са разположени в близост до пешеходната зона на града. Най-старите сгради в Бургас са баните, построени от Сюлейман I (1520 – 1566), и манастирът „Света Анастасия“, който се намира на едноименния остров на 6 км навътре в морето. Като паметник на културата от национално значение той е единственият островен и най-добре запазеният морски манастир по българското Черноморие.
Бургас днес е модерен град. Наред със съвременна архитектура могат да се намерят и запазени сгради от началото на XIX век насам. Бургас е дом на известни личности, свързани с културата и изкуството. Изпети са песни за морето, за града и прочутите му вечери („Бургаски вечери“), които несъмнено през лятото са прохладни и изключително приятни за разходки. Улиците са озеленени, а парковете са поддържани и красиви. Едни от популярните забележителности на града са Морската градина с казиното и „Бургаския мост“ (кей за разходки), построен в сегашния си вид през 1970-те години. За разлика от другите големи български градове, където през последните години ударното строителство на нови сгради е унищожило доста зелени площи, озеленените площи в Бургас за същия период от време са останали почти непокътнати.

## Списък

### Музеи
Регионалният исторически музей в Бургас е най-големият музей в Югоизточна България. Създаден е през 1912 година като частен музей към Бургаското археологическо дружество „Дебелт“ от група интелектуалци и радетели за разкриване на историческото минало на Бургаския регион. Той обединява четирите музея: Исторически, етнографски, археогогически и природонаучен, разположени в отделни сгради в централната част на Бургас.
Историческият музей се намира на ул. „Лермонтов“ 31, срещу Първо районно управление. Експозицията е създадена през 1925 година и помещава сбирки, свързани с новата и най-новата история на Бургас. В музея са изложени оригинални експонати, снимки и документи от събития и личности, свързани с историята на града. Приземният етаж е превърнат в иконната зала, която дава поглед върху произведенията на майсторите от Българското Възраждане. Сградата на музея е архитектурен паметник от началото на 20 век.
Етнографският музей се помещава в къщата на предприемача Димитър Бракалов, в непосредствена близост до катедралния храм „Св. св. Кирил и Методий“. Построената през 1873 година къща е обявена за паметник на културата и е представител на балканска тип градска къща от 19 век. Етнографската експозиция разказва историята на множеството етнографски групи от различни националности живели в Бургас. Музея разполага със сбирка от традиционни български носии на населението от Бургаски регион и бежанците от Гърция и Турция.
В Археологическия музей са изложени колекции от археологически находки, свързани с древна Тракия, гръцките колонии по Черноморието и времето на Римската империя. Експонати са свързани с корабоплаването по Черно море от най-древността до падането под отоманско владичество. Експозицията се помещава в сграда – паметник на културата, намираща се на централната бургаска улица Алеко Богориди. Музеят е основан през 1912 година като археологическо дружество „Дебелт“.
Бургаският природонаучен музей представя геоисторическото развитие и съвременното природно разнообразие на Югоизточна България. Представени са експозициите „Магичният свят на камъка“, „Флора и фауна на планината Странджа“, „Птичи ресурси на бургаските влажни зони“.  Музеят съдейства и за запазването на природата чрез провеждането на екологично обучение за подрастващи и запознава хора от всички възрасти с теми от света на екологията и биоразнообразието в региона.
Най-новият музей, е Къща музей на поетесата Петя Дубарова. Той е основана през 1995 година и е организатор на ежегодния Националният литературен конкурс Петя Дубарова.
До 2004 година на територията на Летище Бургас функционира Музей на авиацията. Музеят бе създаден през 1998 година и е разполагал с около 100 експоната – самолети и модели на самолети, кацали на летището в Бургас, видеокасети, книги, снимки и предмети от историята на авиацията. Сред тях бе и единственият съхранен в България Ил-18.
Авиомузей Бургас е наследник на музейна сбирка изградена от летищното ръководство и стопанисвана от летищна администрация. Авиомузей Бургас отвори старите самолети с нова визия на 29 юни 2017 година, като част от честванията по повод 90 години летище Бургас и 70 години Българска гражданска авиация. Музеят разполага с десет самолетни експоната отразяващи нашата гражданска, селскостопанска и военна авиация.

### Крепости и земен вал
На връх Шилото, над днешния квартал Меден рудник се намират останките на тракийска владетелска резиденция със светилище на Аполон Карсенос. Археологически разкопки свидетелстват за поселение през цялата Античност (ранножелязна, класическа, елинистическа и римска епоха). Резиденцията е локализирана на самия връх, който е най-високото място на ниската планина Черни връх, разполагаща се между Бургаското, Мандренското езеро и Черно море. От това място се наблюдават трите Бургаски езера и Бургаския залив до Созопол в югоизточна посока, а на север – до Стара планина. Приема се, че владетелска резиденция-светилище е доминила територията на север до Стара планина, на северозапад до полисът Месамбрия, на юг/югоизток до началото на Странджа планина, представено с Медни рид и на югоизток с полисът Аполония.
- Крепост Пиргос
- Крепост Бургос / Порос / Форос[10]
- Крепост Акве калиде – Термополис[11]
- Крепост Скафида
- Крепост Деултум
- Крепост Русокастрон[12]
- Крепост при Ала тепе
- Прабългарски вал Еркесия

### Храмове и манастири
- Православен катедрален храм „Св. св. Кирил и Методий“ – разположен в центъра на града, открит през 1907 г.;[13]
- Православен храм „Св. Иван Рилски“ – намира се в ж.к. Братя Миладинови, открита е през 1934 г.;[14]
- Православен храм „Успение на Пресвета Богородица“ е най-старата православна църква в Бургас, завършена през 1853 г.[15]
- Православен храм „Св. Атанасий“;
- Православен храм „Св. Троица“ е построен през 1948 г. като параклис „Св. Дух“ до старите бургаски гробища и е дело на архитект Карамболов. В криптата към храма където е трябвало да се съхраняват костите на известни бургазлии, но това не се е осъществило. През 1960 година бургаските гробища се преместват в края на кв. Изгрев и Община Бургас извземва сградата. До 1987 година църквата се е използвала за склад, а след демократичните промени начело с презвитера Кера Янъкова се почиства изоставения параклис и постепенно въведен в експлоатация. Първата архиерейска служба е извършена през 1998 година. През същата година до 2004 година там се изгражда и заработва Православен християнски център „Св. Тройца“, към който има изградена и до днес действаща социална кухня.[16]

- Православен храм Cвети Пимен Зографски – намира се в кв. Крайморие[17]
- Православен храм Рождество Богородично[18]
- Бургаски манастир „Св. Богородица“ – намира се между кварталите Горно Езерово и Меден рудник
- Манастир „Св. Атанас“ – намира се в ж.к. Изгрев
- Манастир „Св. Анастасия“ – последния оцелял средновековен островен манастир по Западното Черноморие
- Останки на манастира „Свети Георги“ (V-XIII век)
- Римокатолическа църква „Дева Мария Богородица“[19]
- Източна католическа църква „Св. Йосиф“[20]
- Арменска апостолическа църква „Св. Хач“;[21]

### Морска градина и други паркове
- Морска градина – красив крайбрежен парк, простира се на площ от 600 дка и е дълъг 5 км.
- Морското казино[22] – открито през 1938 г., след обновяване е „Сграда на годината“ за 2011 г.
- Летен театър[23]
- Лятна естрада „Охлюва“
- Kъщата на Георги Духтев
- Парк „Езерото“ – северно продължение на Морската градина, открит през 1967 г. [24]
- Скулптурна експозиция на открито[25]
- Флората[26]
- Пантеона[27]
- Парк „Росенец“
- Парк на здравето
- Борисова градина – малък парк в центъра на града
- Градски плаж
- Бургаският мост – символ на града, навлязъл 300 метра навътре в Черно море, открива се невероятна гледка към Бургаския залив [28]

### Административни сгради
- Сградата на митницата от 1921 г. (национален паметник на културата, по-рано Пристанищна администрация, Бургас) по проект на Георги Фингов[29]
- Регионална библиотека „П. К. Яворов“ Архив на оригинала от 2011-08-29 в Wayback Machine..
- Сградата на Общината
- Сградата на областната управа, до 1946 година седалище на Бургаската търговско–индустриална камара
- Сградата на Стария съд
- Сградата на Булбанк, до 1947 година Земеделска каса
- Съдебна палата (бивш партиен дом)
- Централна железопътна гара Бургас – открита през 1903 г., една от най-старите и най-големи гари в България[30]

### Други
- Часовника – един от символите на града, разположен на ъгъла между „Богориди“ и „Александровска“
- Грамофона – символ на града, намира се на пешеходната улица „Богориди“
- Гъбката – символ на града, намира се в близост до входа на Морската градина
- Тракийски обредни комплески при Манастирско тепе до Банево
- Останки от римска вила (villa rustica) до Маринка
- Бургаски минерални бани[31]
- Безистена – търговски център
- Френски девически пансион „Св. Йосиф“
- Сградата на бившите Немска и Италианска гимпазия на ул. „Александър Батенберг“ 28
- Къщата на Никола Хатев на ул. „Цар Симеон I 64“
- Къщата на Витали Коен на ул. „Славянска 64“
- Къщата на Хаим Бенрей на ул. „Лавеле 18“
- Къщата на Семейство Згороно на ул. „Д-р Нидер 9“
- Учебно-административна сграда на Бургаски свободен университет спечелва през 2004 година специалната награда за съвременна адаптация и реализация на сграда на университет в България.[32][33]
- Сградата на Търговско-административения център „Триа“ спечелва през 2005 година наградата „Сграда на публиката“
- Жилищен блок 55 в к-с „Славейков“, най-дългата жилищна сграда в България, има 23 входа
- „Краставицата“ – жилищен блок 77 в к-с „Лазур“
- Минков хан
- „Пъпа на Бургас“, намиращ се на централната бургаска улица – Александровска, отбелязва нулевия километър – точката, от която се мери всичко останало в града, дори и при GPS навигацията. [34]

### Автобусен транспорт
- Автогара „Юг“
- Автогара „Запад“

### Въздушен транспорт
- Летище Бургас – международно летище, намира се в кв. Сарафово, второ по пътникопоток летище в България

### Железопътен транспорт
В града има 6 гари:
- Централна гара Бургас
- Владимир Павлов (железопътна гара)
- Долно Езерово
- гара Сарафово
- гара Солници
- Товарна гара

### Тунели
- Тунел под площад „Тройката“ – намира се в центъра на града, открит през 2015 г., свързва улиците „Генерал Гурко“ и „Княз Борис“, дължината е 245 метра
- Тунел на пресечката между „Богориди“ и „Демокрация“ (проект)

### Паметници и паметни плочи
| Паметници и паметни плочи             | Описание | Снимка |
| ------------------------------------- | --- | ------ |
| Паметник на моряка                    | Паметника на моряка се намира в Морската градина в непосредствена близост до Морското казино. Паметникът представлява моряшки възел, а стълбището, което води от него до Мостика, е оформено като котва. Проектът е на скулптора Михаил Николов и на архитект Йордан Иванов. Той е открит в края на юни 2007 година. |        |
| Паметник на Съветската армия в Бургас | Паметника на Съветската армия, познат още и като Альоша се намира на централния площад „Тройката“ и е построен между 1952 и 1953 година. Той представлява съветски воин на 18 метров висок фундамент с вдигната лява ръка. В основата на фундамента от двете му страни са разположени бронзови релефи, посветени на борбата на Червената армия през Втората световна война. Автори на проекта са архитект Михаил Милков и скулпторите Васил Радославов и Анна Милкова. |        |

- Паметник на руските освободители и гроб на съветските офицери – кръстовището на ул. „Пиротска“ и ул. „Славейков“.
- Паметник на руските войници, загинали през Руско-Турската освободителна война – Морска градина, до Летния театър.
- Паметник костница на загиналите във войните (Пантеона) – Морска градина.
- Паметник на А. С. Пушкин – Морска градина.[38]
- Паметник барелеф на Адам Мицкевич – Морска градина.
- Паметник на Христо Фотев – Морска градина.
- Паметник на геноцида над арменския народ 1915 г. – северната страна на арменската църква.
- Барелеф на Ал. Коджакафалията – пред входа на сиропиталището.
- Паметник на Николай Калинин – старите гробища.
- Старият руски паметник – старите гробища.
- Бюстове на Хр. Ботев, Л. Каравелов, В. Левски, Д. Чинтулов, Г. С. Раковски – Морска градина.[39]
- Бюстове на Николай Лъсков, Велислав Драмов, А.Златаров, Адам Мицкевич – морска градина.[40]
- Бюст на Адриана Будевска – в градинката на Драматичен театър.
- Бюст на Апостол Карамитев – до входа на Летния театър.
- Паметник на Коджакафалията – на ъгъла на ул. „Цар Симеон I“ с бул. „Стефан Стамболов“, открит през 2022 г.
- Паметна плоча на Ал. Коджакафалията – ул. „Вардар“ 1.
- Барелеф на поп Георги Стоянов.
- Паметна плоча на Владимир Василев – гл. редактор на сп. Златорог, ул. Булаир №7.
- Паметна плоча на Лермонтов, ул. „Лермонтов“ 15 (Лермонтова къща, къщата на Пиперови).
- Паметна плоча на Лермонтов на северната страна на арменската църква.
- Паметна плоча на генерал–майор Александър Герман, над гроба му на църквата „св. Богородица“.
- Паметна плоча на Георги Попаянов, ул. „Богориди“.
- Паметна плоча на загиналите в отечествената война, кв. Лозово – на площада
- Паметна плоча на загиналите във войните, в центъра на кв. Банево

### Спортни съоръжения
- ст. Лазур
- ст. Черноморец
- ст. Иван Притъргов
- Ветрен
- Сарафово
- зала „Младост“ – основно използвана за волейболни двубои
- зала „Бойчо Брънзов“ – основно използвана за баскетболни двубои
- Арена Бургас – многофункционална зала, официално открита на 18 май 2023 г.

### Защитени зони
В землището на Бургас са обявени следните природни резервати и защитени местности:
- Бургаско езеро (1997);
- Атанасовско езеро (1980)[42] и Бургаски солници[43];
- Мандренско езеро (1980);
- Защитена местност Пода (1989, 100,7 ha);
- Защитена местност Узунгерен (2005);
- Защитена местност Ченгене скеле (1995, 191,19 ha);
- Защитена местност Корията (1995, 11,6 ha);
- Защитена местност Водениците (1995, 73,6 ha)